# División de Lahore
La división de Lahore (en urdu : لاہور ڈویژن) es una subdivisión administrativa de la provincia de Punyab en Pakistán. Cuenta con 19,4 millones de habitantes en 2017, y su capital es Lahore.
Como todas las divisiones pakistaníes, fue derogada en 2000 y luego restablecida en 2008.
La división reagrupa los distritos siguientes:
- Kasur
- Lahore
- Nankana Sahib
- Sheikhupura